# Mercedes-Benz SLS AMG
Mercedes-Benz SLS AMG (от нем. «Super Leicht Sport»; код кузова — C197, для родстера — R197) — двухместный люксовый суперкар в кузове купе (позже родстер), преемник Mercedes-Benz SLR McLaren и идеологический наследник Mercedes-Benz 300SL. Мировая премьера состоялась в 2009 году на Франкфуртском автосалоне. Автомобиль появился в продаже в 2010 году по цене около 175 000 €. Спорткар оснащён 6,2 л двигателем V8 M159, развивающим мощность 571 л. с. при 6800 об/мин и крутящий момент 650 Н·м при 4750 об/мин. Двигатель агрегатируется с семиступенчатой коробкой передач с двумя сцеплениями фирмы Getrag. Как и у предка — 300SL — у SLS установлены двери типа «крыло чайки». В сентябре 2013 года компания Mercedes-Benz заявила о прекращении производства данной модели к июню 2014 года в связи с появлением нового спортивного автомобиля в своей линейке.

## История
Автомобиль Mercedes-Benz SLS AMG был представлен на Франкфуртском автосалоне 2009 года. Он стал первым автомобилем Mercedes-Benz, спроектированным и построенным полностью с нуля подразделением Mercedes-AMG. Продажи модели начались в середине 2010 года в Европе и в середине 2011 года в США. Сборка автомобиля осуществлялась вручную, шасси и алюминиевый корпус производились фирмой Magna Steyr в Граце, Австрия, с последующей доставкой для сборки в Зиндельфинген, Германия. Силовой агрегат производился подразделением AMG в Афальтербахе, Германия.
Автомобиль присутствовал на презентации игры Gran Turismo 5 на Tokyo Game Show, проходившей в 2009 году. Mercedes-Benz SLS AMG стал официальным сейфти-каром гонок «Формула-1» в сезоне 2010, заменив Mercedes-Benz SL 63 AMG. В том же году на международной выставке таксомоторов в Кёльне был представлен SLS AMG в версии «такси». На момент премьеры такси на базе SLS являлось самым быстрым таксомотором в мире, имея максимальную скорость 317 км/ч. На проходившей в Германии выставке специальных автомобилей RETTmobil в 2011 году на базе суперкара SLS AMG был представлен автомобиль скорой помощи с окраской кузова в стиле машины скорой помощи, а также оснащённый проблесковыми маячками. Других отличий от купе нет. Скорая помощь SLS AMG построена в качестве шоу-кара.
На Парижском автосалоне 2012 года компания Mercedes-Benz представила электрическую версию автомобиля SLS AMG Electric Drive. Производство серии окончилось с моделью SLS AMG GT FINAL EDITION в начале 2014 года.

## Характеристики

### Экстерьер
Автомобиль Mercedes-Benz SLS AMG имеет длину в 4640 мм, ширину в 1940 мм, высоту в 1260 мм и колёсную базу, равную 2680 мм. Дизайн SLS AMG разрабатывался в духе современного Mercedes-Benz 300SL «Gullwing» с октября 2006 года по апрель 2007 года Марком Фетерстоном. Модель также оснащается адаптированными фирменными дверями в стиле крыло чайки, которые распахиваются вверх при помощи газовых стоек. Закрытие дверей осуществляется вручную, так как инженеры подразделения Mercedes-AMG решили, что система автоматического закрытия добавила бы к массе автомобиля лишних 90 фунтов (41 кг).
Алюминиевый кузов автомобиля производился компанией Magna Steyr. Модель SLS AMG, как и CL65 AMG, является единственным дорожным автомобилем марки Mercedes-Benz с доступной на заказ серебряной окраской «AMG Alubeam» (стоимость составляла 11 900 евро в Германии). Другие варианты окраски включают как металлик, так и матовый оттенки, включая эксклюзивный цвет «Designo Magno Kashmir», знакомый по модели SL63 AMG IWC.

Элементы экстерьера купе SLS AMG
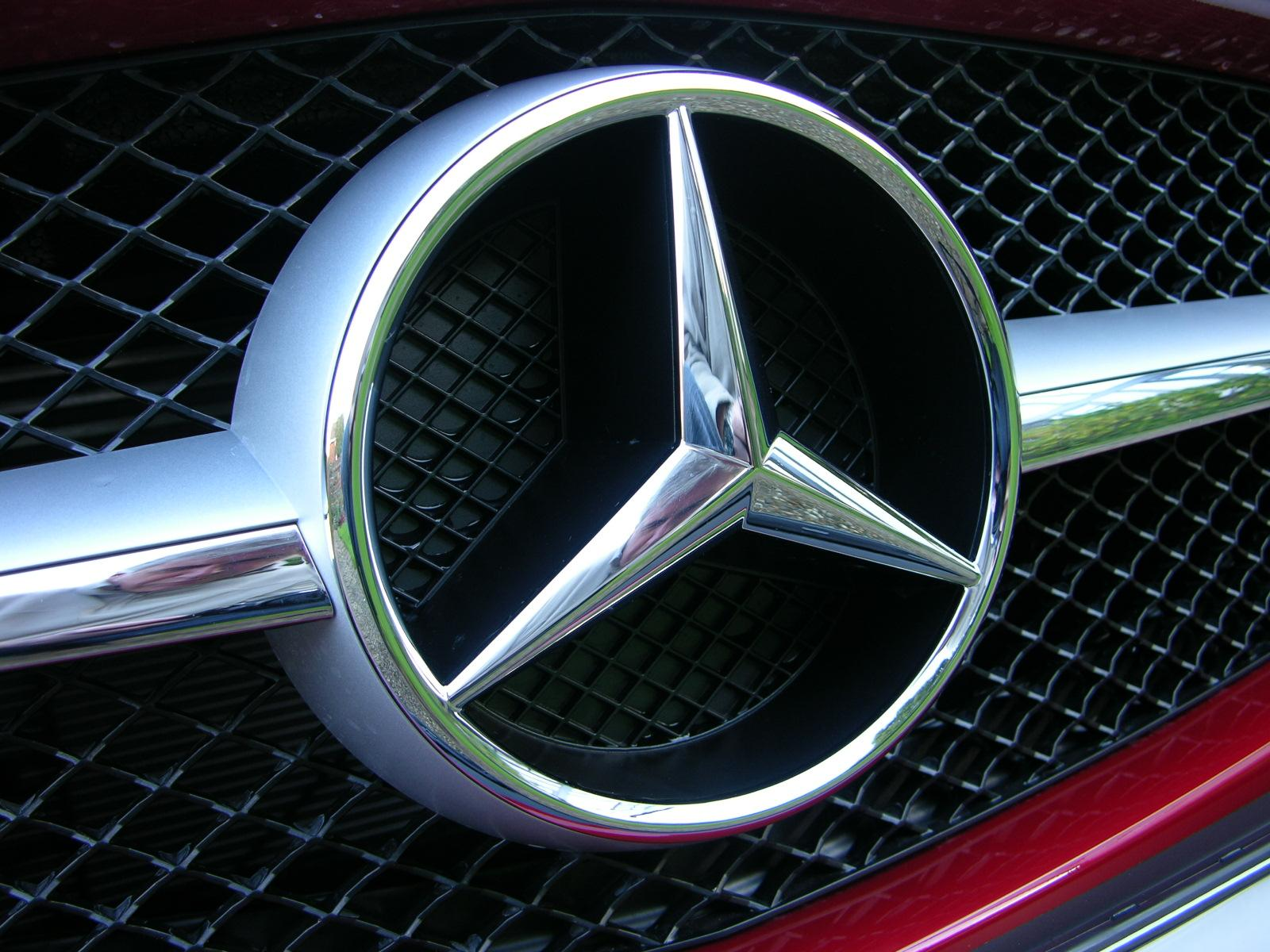
Решётка радиатора
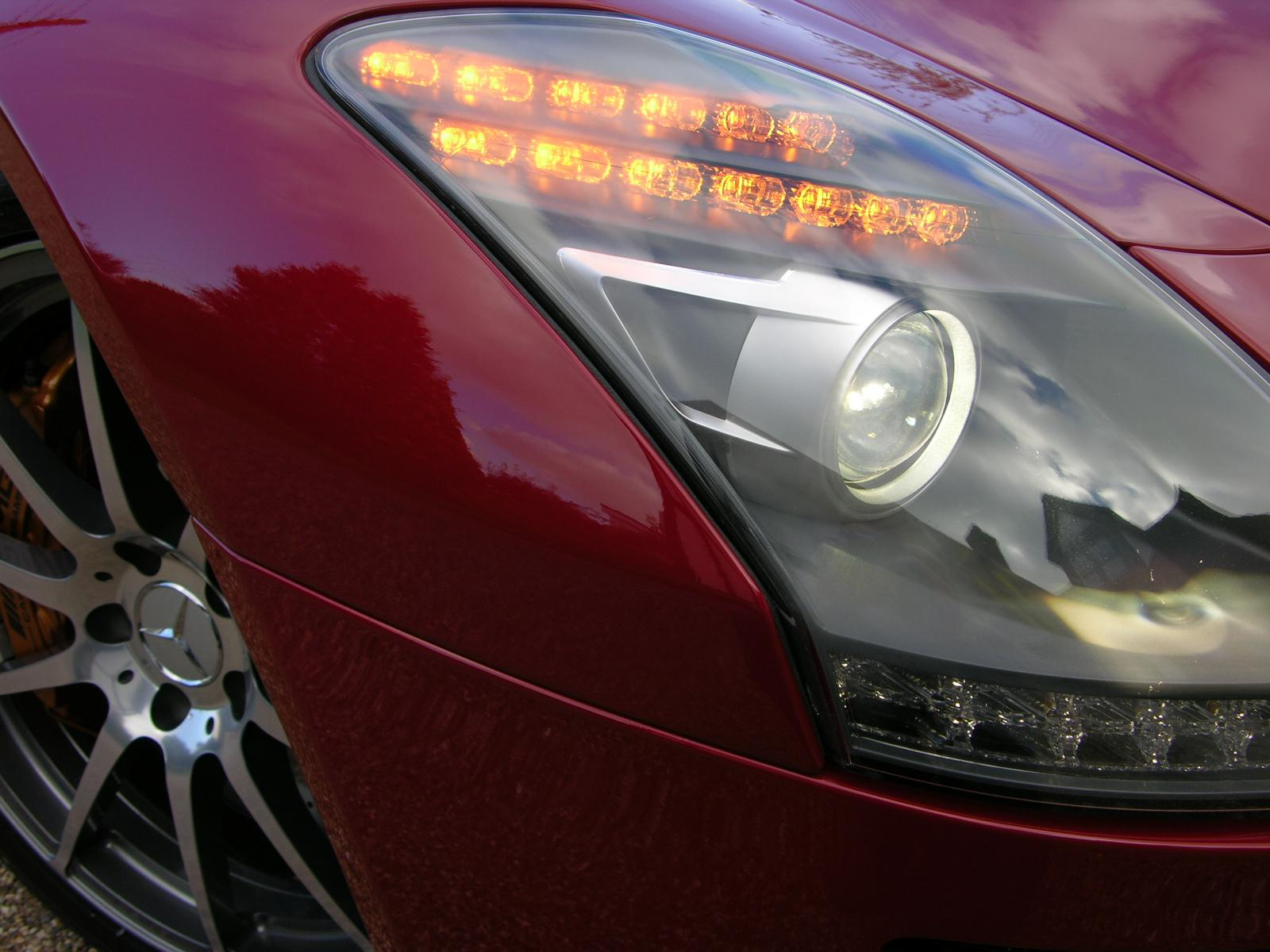
Передняя оптика
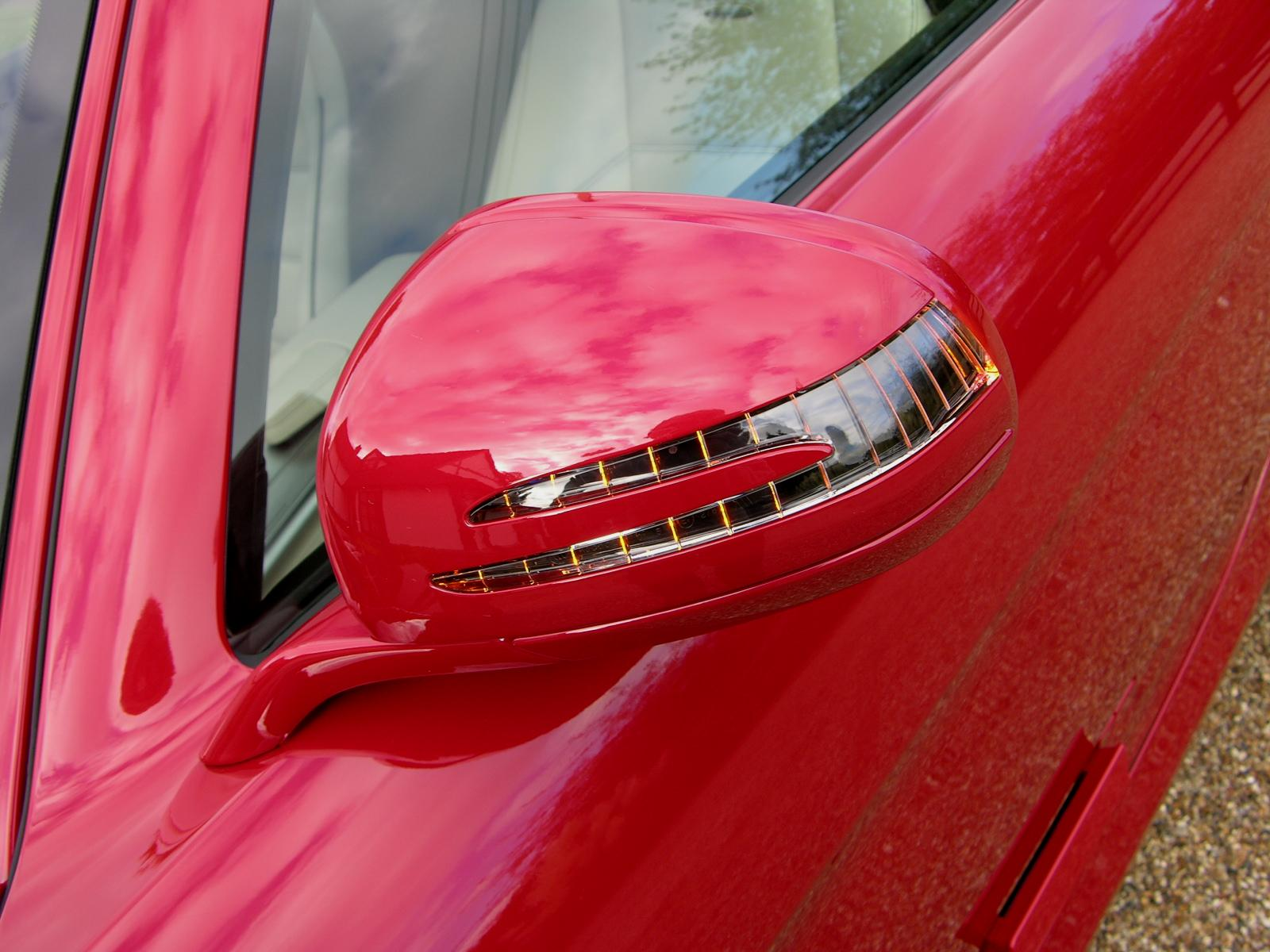
Боковые зеркала
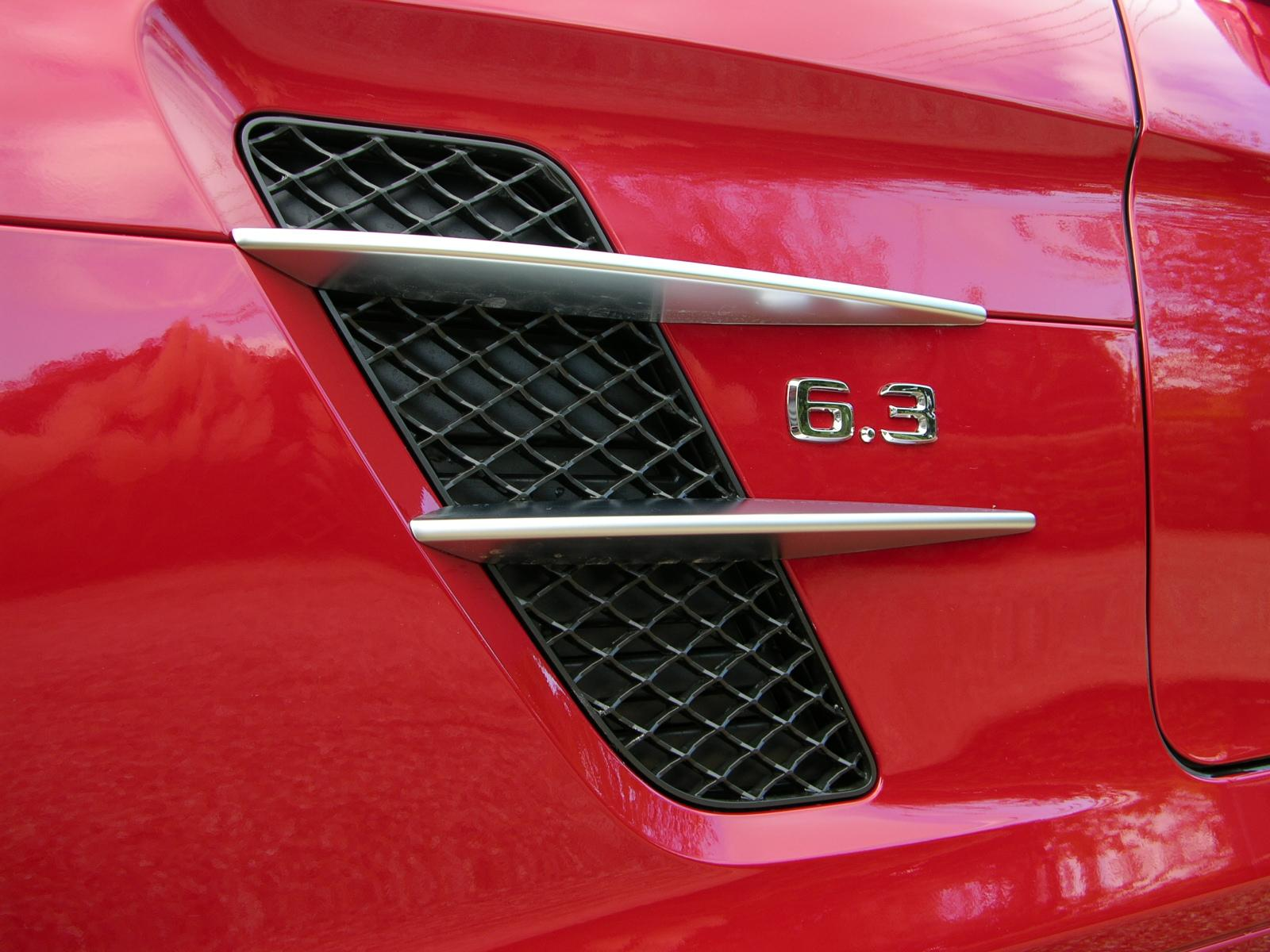
Воздухозаборники
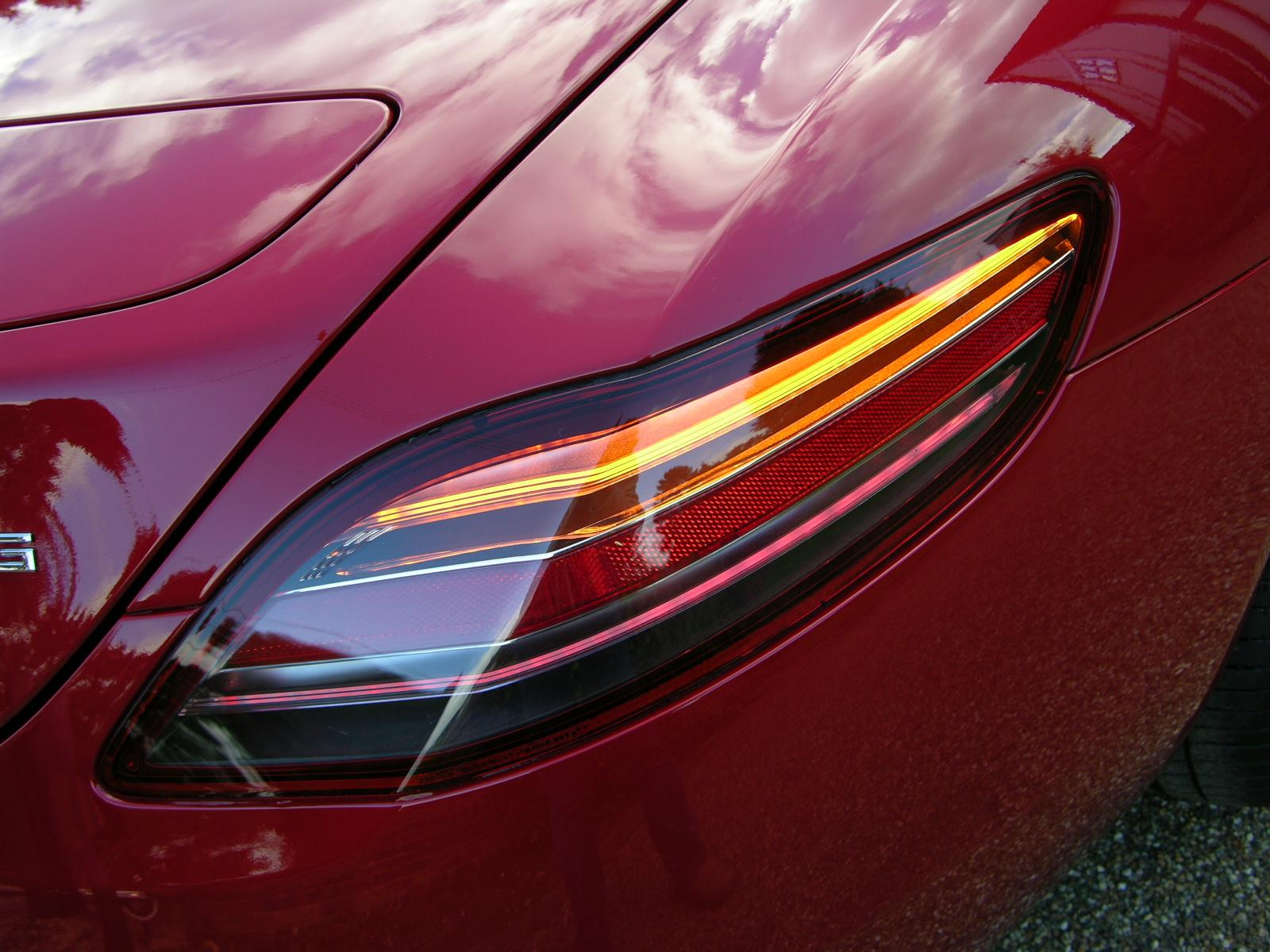
Задние фонари
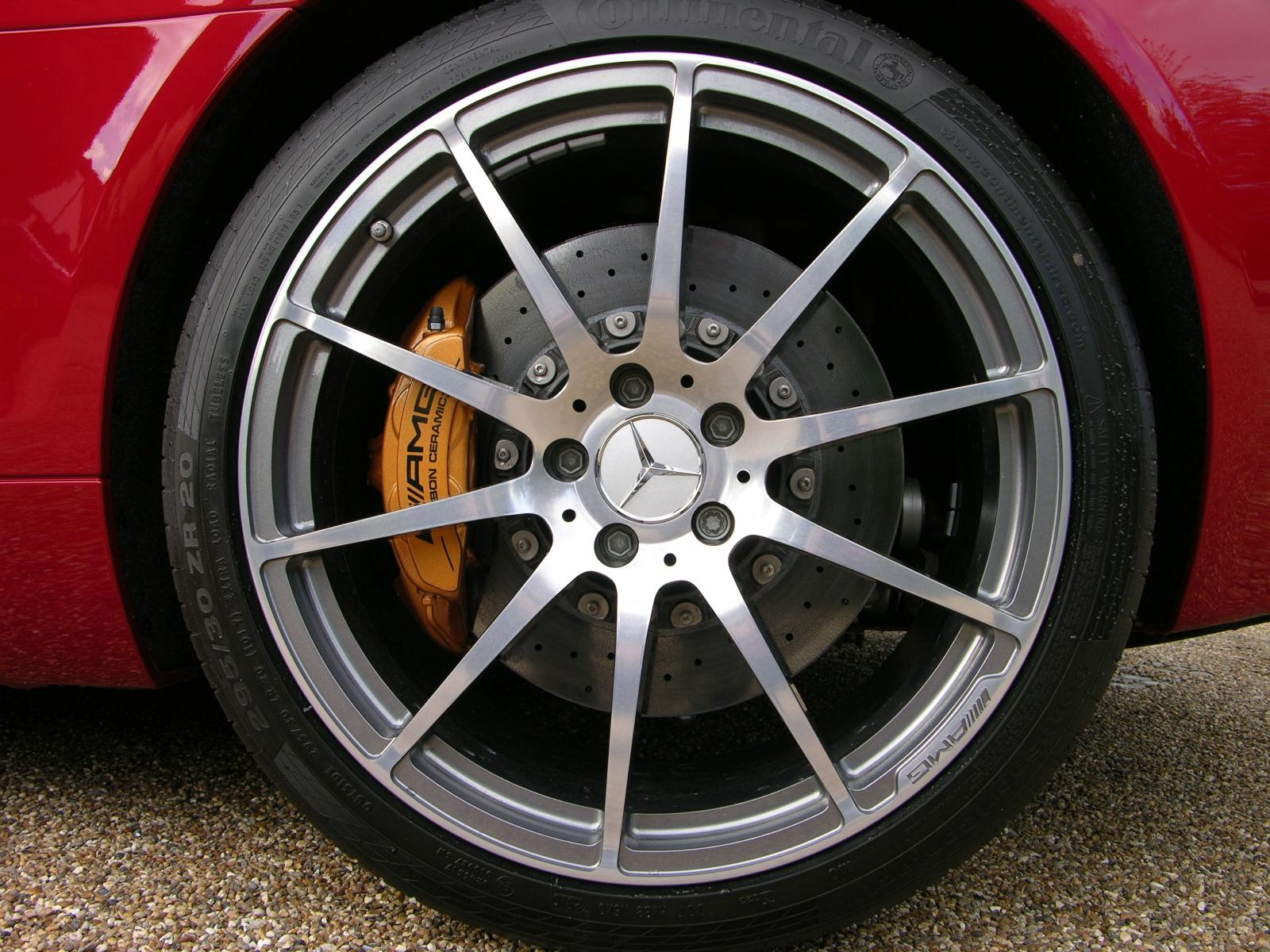
Колёса

### Интерьер
Дизайн интерьера SLS AMG, по задумке проектировщиков, компании содержит аллюзии на элементы из авиастроения и мотоспорта. Характерной особенностью внутреннего стиля является приборная панель с интегрированными в неё оцинкованными вентиляционными отверстиями с отделкой Silver Shadow, форма которых напоминает двигатели реактивных самолётов благодаря регулируемым крестообразным насадкам. Комбинация приборов водителя также имеет отделку Silver Shadow и оснащается подсветкой и LED индикаторами. В серебряных циферблатах установлены красные стрелки, а спидометр имеет градуировку до 360 км/ч. Центральным элементом основной консоли является мультимедийная система COMAND APS с 7-дюймовым экраном, интегрированная между двумя вентиляционными отверстиями. Удлинённая центральная консоль из матового металла также продолжает развитие идеи авиационного дизайна. На ней расположен селектор AMG DRIVE UNIT для настройки параметров автомобиля. Рычаг переключения передач E-SELECT, стиль которого напоминает джойстик истребителя, управляет 7-скоростной спортивной трансмиссией AMG SPEEDSHIFT DCT. Все элементы управления выполнены из цельного металла с блестящей поверхностью Silver Shadow.
Вогнутые внутренние панели дверей «Gullwing», спортивные сиденья, высокая линия ремней безопасности и характерные боковые панели дополняют спортивный характер интерьера. В отделке салона используются тонкие материалы, такие как кожа наппа, твёрдый металл и (на заказ) углепластик. Для соответствия индивидуальным предпочтениям предлагались пять различных цветов кожи: чёрный, классический красный, песочный, фарфоровый и светло-коричневый. Спинки спинок сидений изготовлены из магния — высокотехнологичного материала, который сочетает в себе малый вес и высокую прочность, что является преимуществом  при распределении веса и низком центре тяжести. Сиденья оснащались двухзонными подушками: внешние боковые подушки имели большую жёсткость благодаря заполнению пеной и обеспечивали оптимальную боковую поддержку, а внутренние подушки и спинки делались мягче для повышения комфорта для длительных поездок. Положение передних и задних сидений, высота сиденья, угол спинки, угол наклона спинки и рулевая колонка регулировались электрически. Опционально был доступен пакет памяти.
Кожаное рулевое колесо Performance с трёхспицевым дизайном имело обод длиной 365 мм со сплюснутой нижней частью, подрулевыми лепестками переключения передач и металлической вставкой.

Элементы интерьера купе SLS AMG
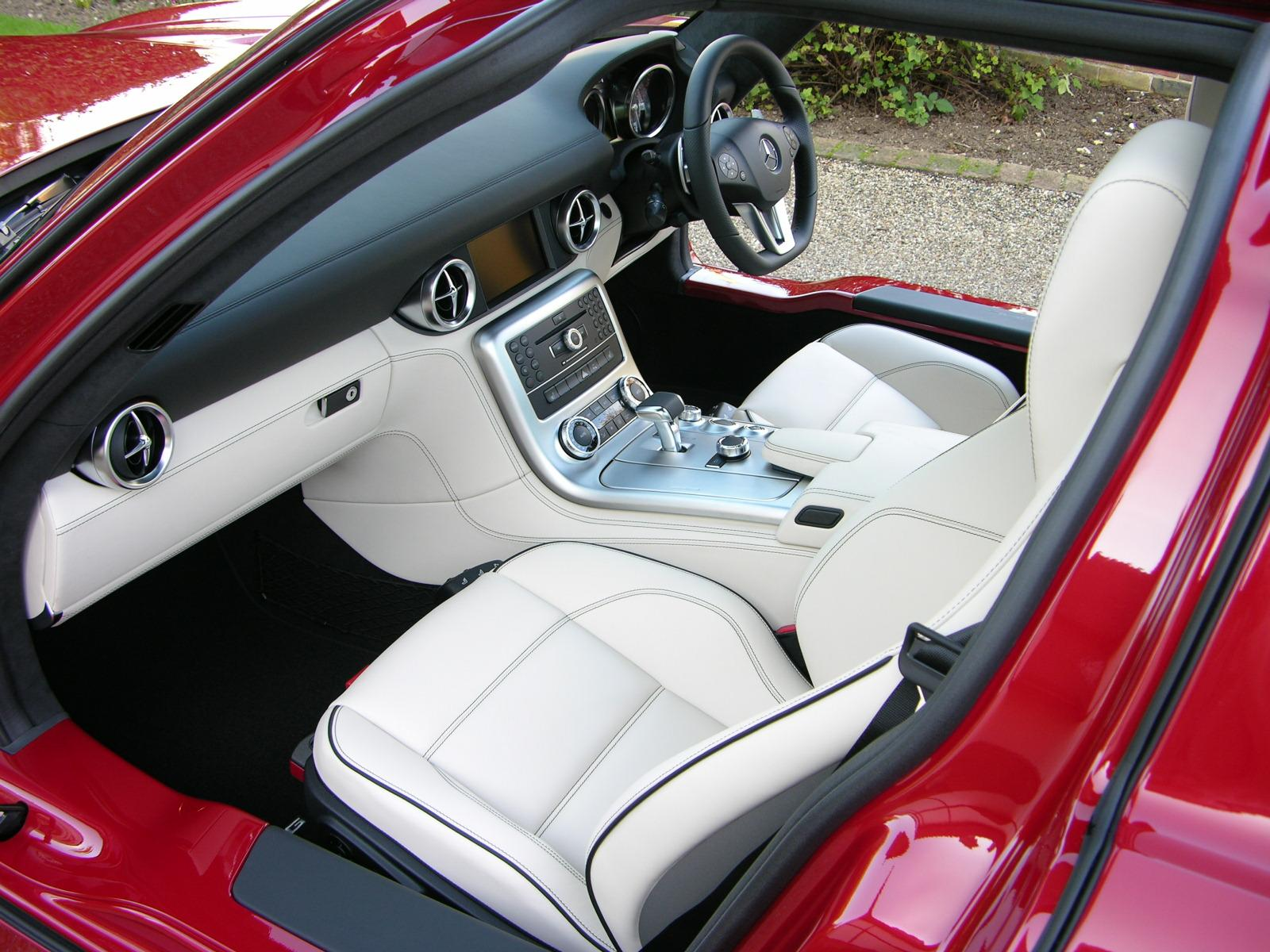
Салон
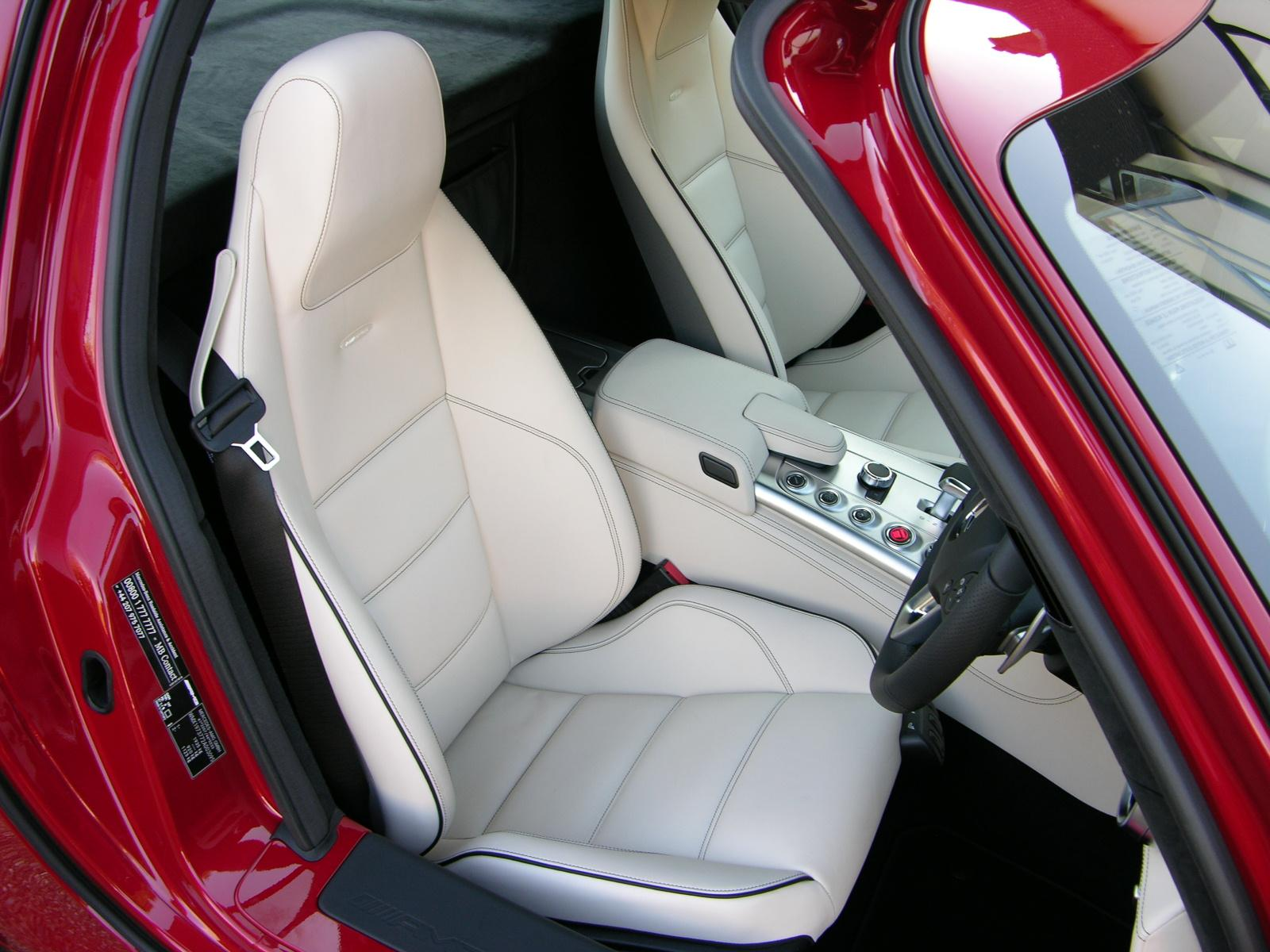
Сиденья
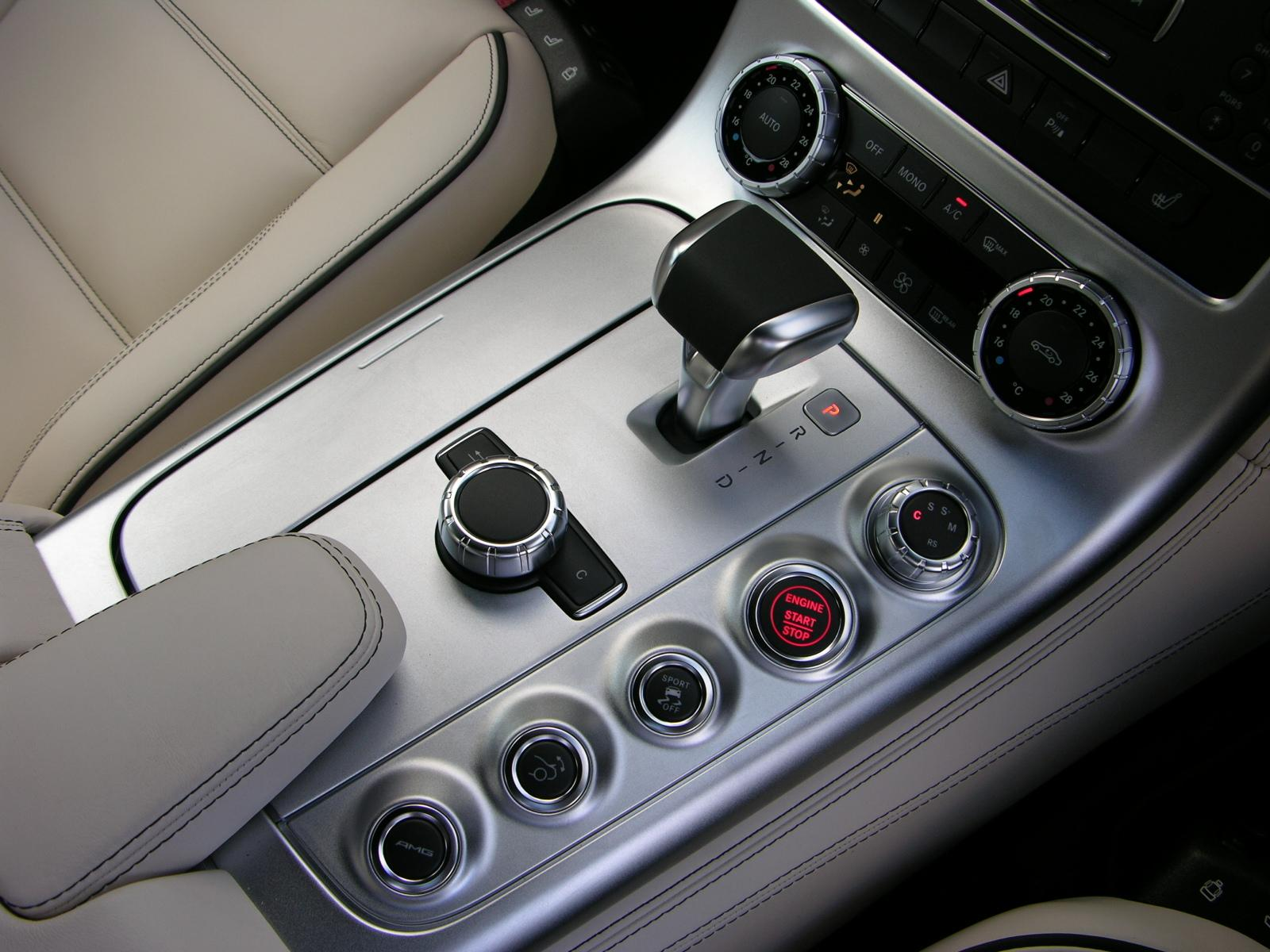
Центральный тоннель
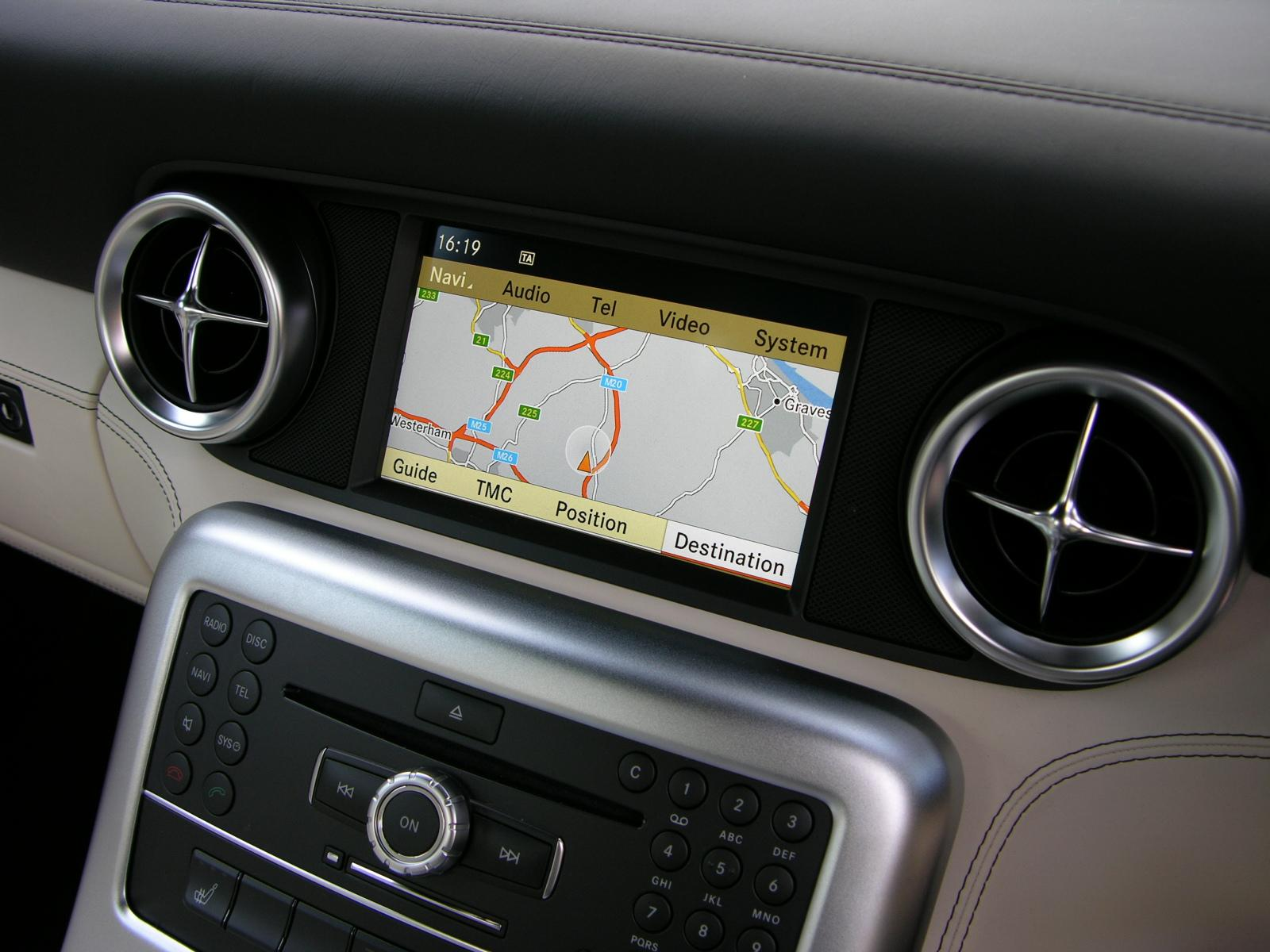
Панель мультимедиа
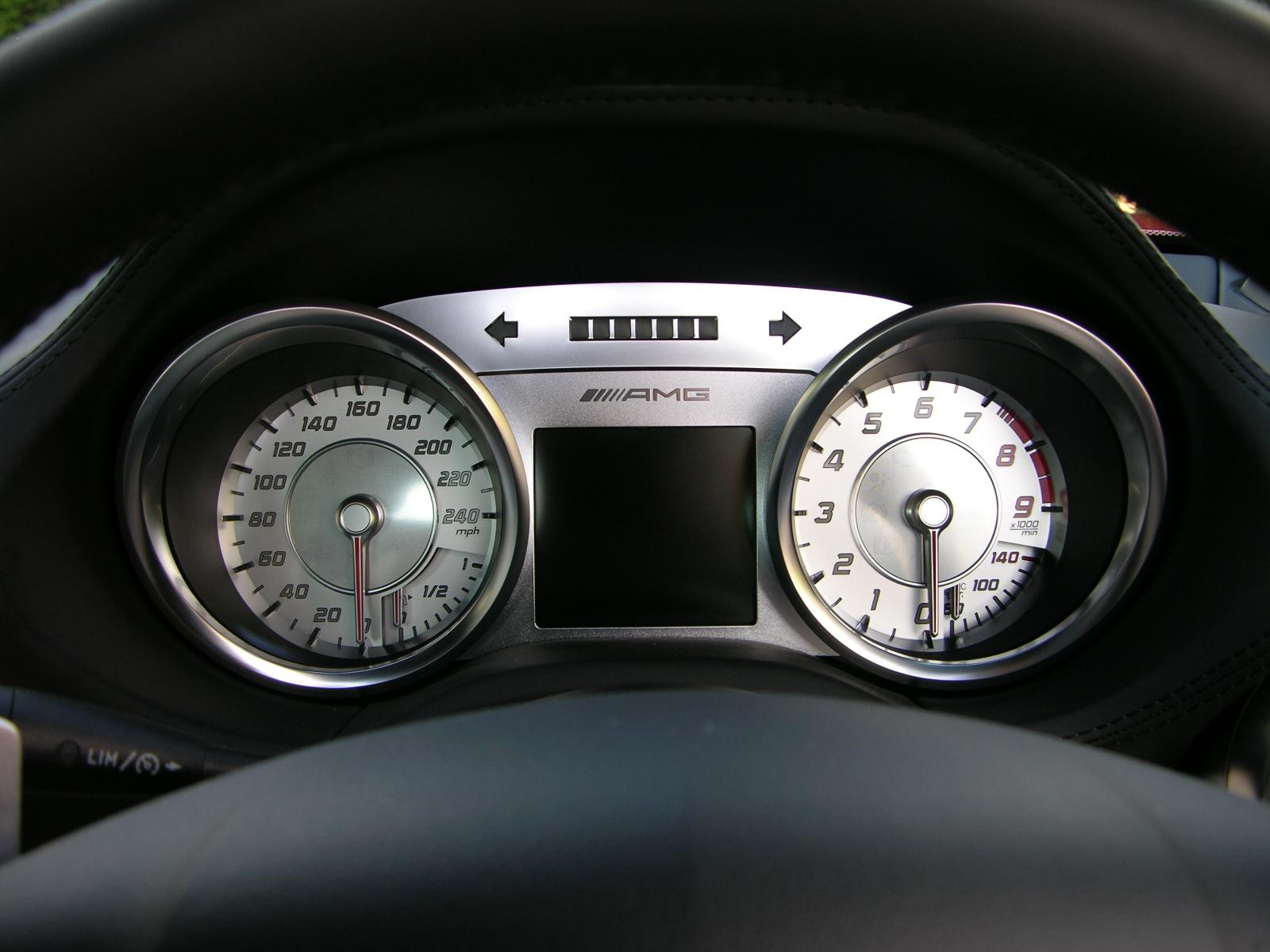
Приборная панель
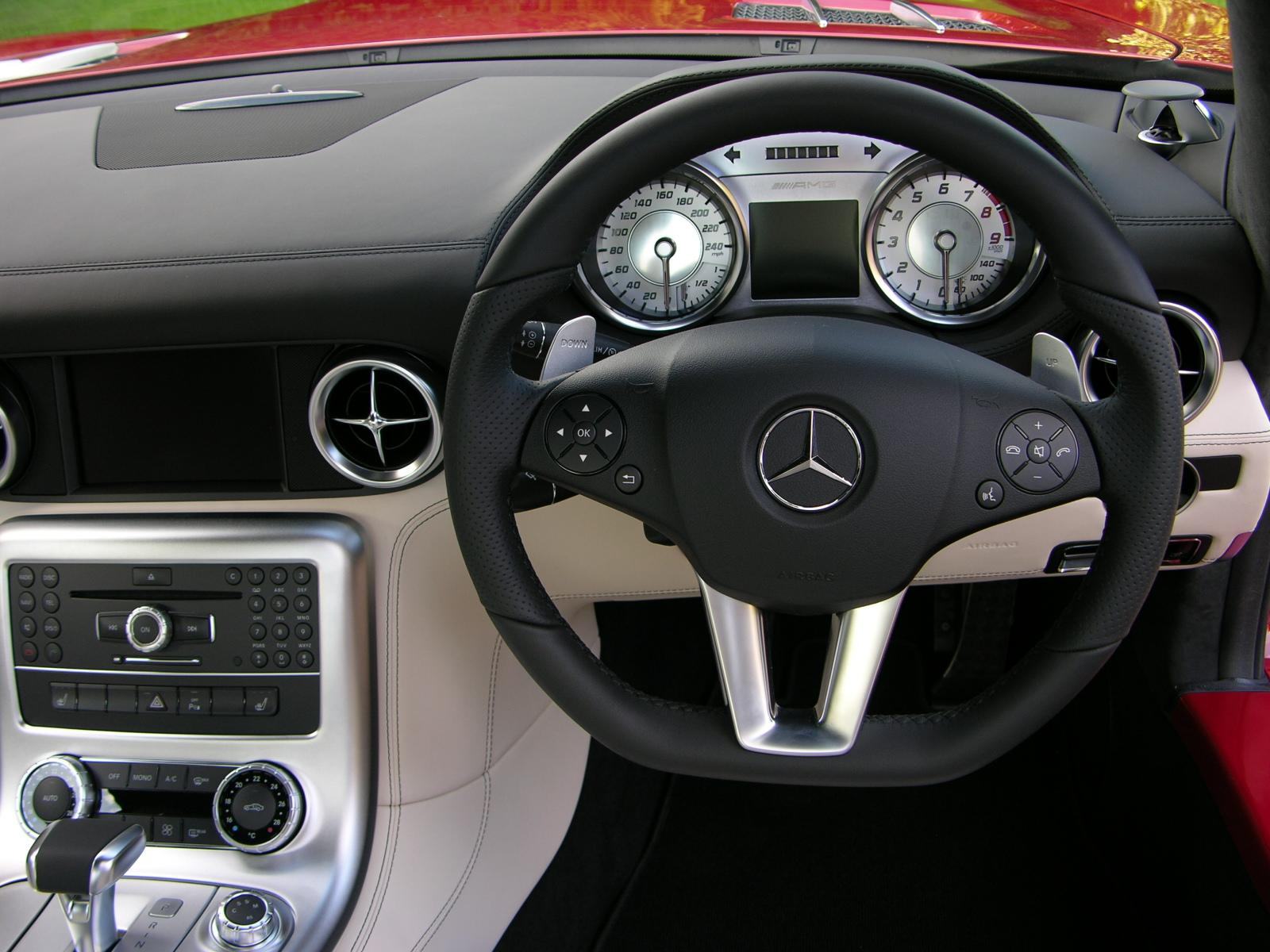
Рулевое колесо

### Ходовая часть

#### Подвеска
Ходовая часть автомобиля SLS AMG оснащена спортивной подвеской, оснащённая как спереди, так и сзади алюминиевыми двойными поперечными рычагами. В передней подвеске установлены спиральные пружины и газонаполненные амортизаторы, в задней — пружины и газонаполненные амортизаторы. Распределение веса автомобиля составляет 48:52.

#### Трансмиссия

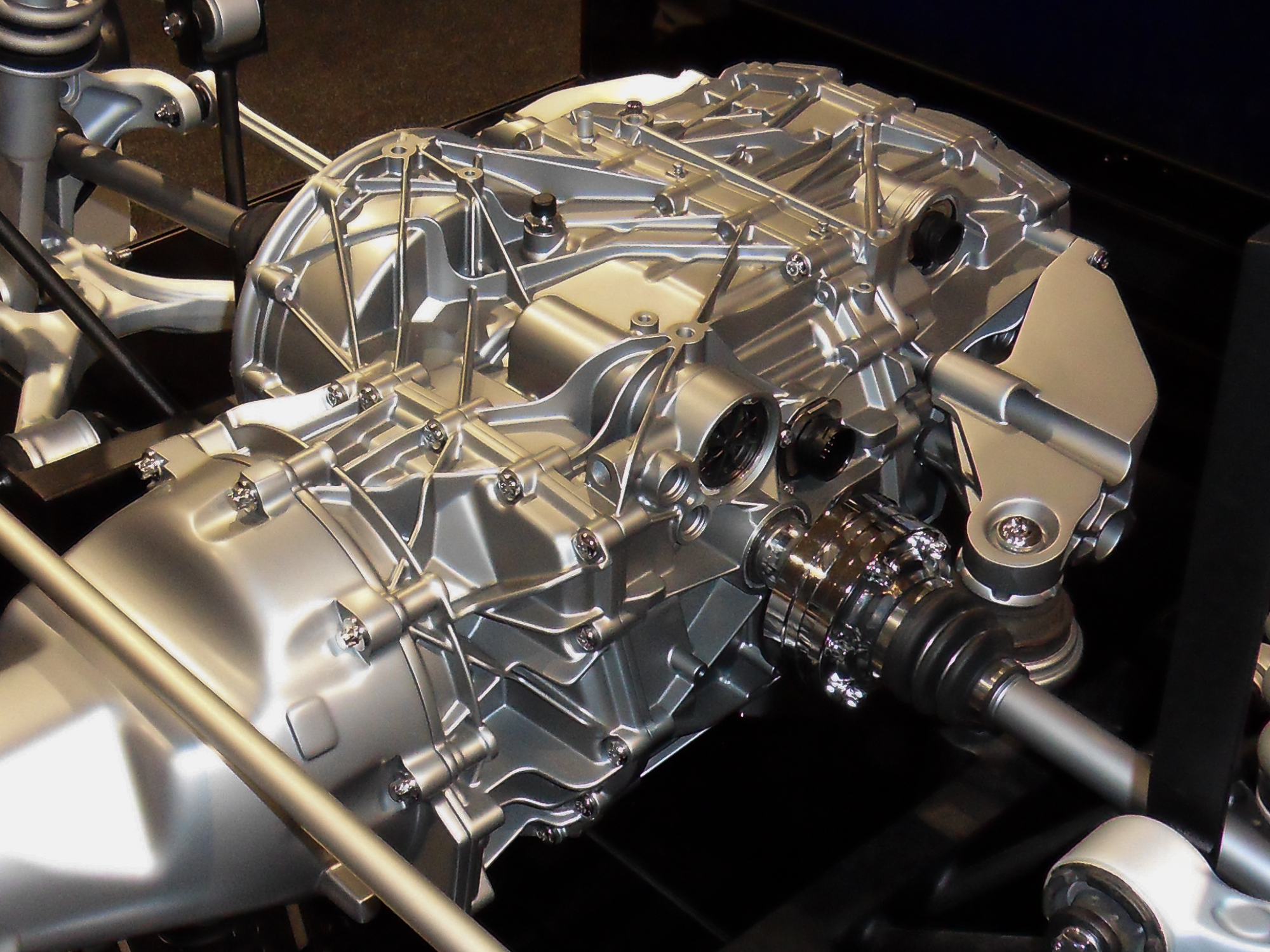
Трансмиссия автомобиля

Автомобиль оснащается спортивной преселективной коробкой передач 7G-Tronic AMG SPEEDSHIFT DCT с двойным сцеплением (Dual Clutch Technology), которая располагает семью передачами, четырьмя режимами переключения передач, функцией автоматической перегазовки и функцией RACE START («мгновенный старт»). Привод осуществляется на задние колёса.

#### Рулевое управление
На автомобиль Mercedes-Benz SLS AMG устанавливается параметрическое, на основе зубчато-реечного механизма рулевое управление с гидроусилителем и амортизатором.

#### Тормозная система
В стандартной комплектации автомобиль SLS AMG оснащается чугунными дисковыми тормозами диаметром 390 мм спереди и 360 мм сзади с 6-поршневыми (спереди) и 4-поршневыми (сзади) алюминиевыми суппортами. На заказ может быть установлена фирменная высокопроизводительная композитная тормозная система производства подразделения Mercedes-AMG. В этом случае на модель устанавливаются диски диаметром 402 мм с 6-поршневыми алюминиевыми суппортами спереди и 360 мм диски с 4-поршневыми суппортами сзади. Применения композитного материала позволило не только повысить тормозное усилие и улучшить устойчивость к перегревам, но и снизить массу тормозной системы на 40 % в сравнении с обычной.

#### Колёса и шины
На автомобиль устанавливаются легкосплавные диски из кованного алюминия размером 9,50 × 19 в передней части и 11 × 20 в задней. На передних дисках расположены шины размером 265/35 R 19, на задних — 295/30 R 20.

### Двигатель
Продольно установленная бензиновая V-образная восьмёрка обладает мощностью 571 л. с. при 6800 об/мин и крутящим моментом 650 Н·м при 4850 об/мин. Двигатель — M159 — основан на алюминиевом блоке M156, поэтому диаметр и ход поршня, а соответственно и объём остались прежними. Литые поршни были заменены на кованые, заново спроектированы системы впуска и выпуска. Но двигатель получился тяжелее: 205 кг — против 199 у M156.
| Модель                           | Coupé                                       | Roadster                                    | GT Coupé                                    | GT Roadster                                 | Coupé Black Series                          | Coupé Electric Drive                                                      |
| -------------------------------- | ------------------------------------------- | ------------------------------------------- | ------------------------------------------- | ------------------------------------------- | ------------------------------------------- | ------------------------------------------------------------------------- |
| Годы выпуска                     | 03/2010–12/2013                             | 10/2011–12/2013                             | 06/2012–03/2014                             | 06/2012–03/2014                             | 06/2013–12/2013                             | 06/2013–06/2014                                                           |
| Характеристики                   |                                             |                                             |                                             |                                             |                                             |                                                                           |
| Двигатель*                       | M159 E63                                    | M159 E63                                    | M159 E63                                    | M159 E63                                    | M159 E63                                    |                                                                           |
| Тип двигателя                    | бензиновый V8                               | бензиновый V8                               | бензиновый V8                               | бензиновый V8                               | бензиновый V8                               | 4 синхронизированных электромотора 400V 60 кВт⋅ч литий-ионный аккумулятор |
| Формирование смеси               | впрыск во впускной коллектор                | впрыск во впускной коллектор                | впрыск во впускной коллектор                | впрыск во впускной коллектор                | впрыск во впускной коллектор                | —                                                                         |
| Рабочий объём                    | 6208 см3                                    | 6208 см3                                    | 6208 см3                                    | 6208 см3                                    | 6208 см3                                    | —                                                                         |
| Мощность                         | 420 кВт (571 л.с.) при 6800 об/мин          | 420 кВт (571 л.с.) при 6800 об/мин          | 435 кВт (591 л.с.) при 6800 об/мин          | 435 кВт (591 л.с.) при 6800 об/мин          | 464 кВт (631 л.с.) при 7400 об/мин          | 552 кВт (751 л.с.)                                                        |
| Крутящий момент                  | 650 Н·м при 4750 об/мин                     | 650 Н·м при 4750 об/мин                     | 650 Н·м при 4750 об/мин                     | 650 Н·м при 4750 об/мин                     | 635 Н·м при 5500 об/мин                     | 1000 Н·м при 0 об/мин                                                     |
| Привод                           | задний                                      | задний                                      | задний                                      | задний                                      | задний                                      | полный                                                                    |
| Трансмиссия                      | 7-ступенчатая спортивная AMG SPEEDSHIFT DCT | 7-ступенчатая спортивная AMG SPEEDSHIFT DCT | 7-ступенчатая спортивная AMG SPEEDSHIFT DCT | 7-ступенчатая спортивная AMG SPEEDSHIFT DCT | 7-ступенчатая спортивная AMG SPEEDSHIFT DCT |                                                                           |
| Доп-ные данные                   |                                             |                                             |                                             |                                             |                                             |                                                                           |
| Максимальная скорость            | 317 км/ч                                    | 317 км/ч                                    | 320 км/ч                                    | 320 км/ч                                    | 315 км/ч                                    | 250 км/ч (ограничена электроникой)                                        |
| Скорость разгона, 0–100 км/ч     | 3,8 с                                       | 3,8 с                                       | 3,7 с                                       | 3,7 с                                       | 3,6 с                                       | 3,9 с                                                                     |
| Средний расход топлива на 100 км | 13,2 л                                      | 13,2 л                                      | 13,2 л                                      | 13,2 л                                      | 13,7 л                                      | —                                                                         |
| Выбросы CO2                      | 308 г/км                                    | 308 г/км                                    | 308 г/км                                    | 308 г/км                                    | 321 г/км                                    | 0 г/км                                                                    |
| Экологический стандарт           | Евро 5                                      | Евро 5                                      | Евро 5                                      | Евро 5                                      | Евро 5                                      | —                                                                         |

## Модификации

### Black Series
9 Ноября была представлена версия Black Series. Немцы постарались сделать новинку похожей на предназначенный для выступления в гоночных сериях трек-кар SLS AMG GT3. Благодаря увеличившейся на 20 мм спереди и на 24 мм сзади колее, купе смотрится агрессивнее обычной версии. Внешне же суперкар отличают огромный карбоновый спойлер и антикрыло. Также в новом Black Series выдают увеличенные воздухозаборники в переднем бампере и «крыльях». Кроме них за правильное распределение воздушных потоков вокруг автомобиля отвечают отверстия в накладках на пороги и в заднем бампере. А общую картину венчает развитый диффузор, призванный увеличить прижимную силу на высоких скоростях. Кроме того, за доплату у клиента появляется возможность заказать пакет аэродинамического оперения в стиле болидов кузовной серии DTM.
В общей сложности «двухдверка» потеряла целых 70 кг и её снаряжённая масса теперь составляет 1550 кг благодаря применению углепластика. Помимо уже вышеперечисленных внешних элементов кузова из него выполнены сиденья, карданный вал, а также некоторые детали салона. Выхлопная система полностью титановая, а традиционный свинцово-кислотный аккумулятор заменён на более лёгкую литий-ионную батарею.
Что касается отдачи атмосферного V8 рабочим объёмом 6,2 литра, то на SLS AMG Black Series она составляет 631 л. с. Пиковая мощность отныне достигается на отсечке в 8000 об/мин. Таких показателей инженерам компании удалось достичь благодаря установке новых распредвалов, улучшенной системе смазки двигателя, а также модернизированным впуску и выпуску. Тем не менее тяговые характеристики у «Черной Серии» стали чуть скромнее — 634 Нvм крутящего момента вместо прежних 648 Н·м. Но это не мешает купе разгоняться до первой сотни за 3,5 секунды и набирать максимальные 315 км/ч (ограничен электроникой. Но инженеры-разработчики уверяют, что если убрать ограничитель скорости, то SLS сможет развивать и все 350 километров в час). А за безопасность пилота при торможении с таких скоростей призваны отвечать карбоно-керамические тормозные диски. До выхода SL 65 AMG Black Series «двухдверка» будет оставаться самым мощным и быстрым автомобилем в линейке «Black Series».

### Родстер

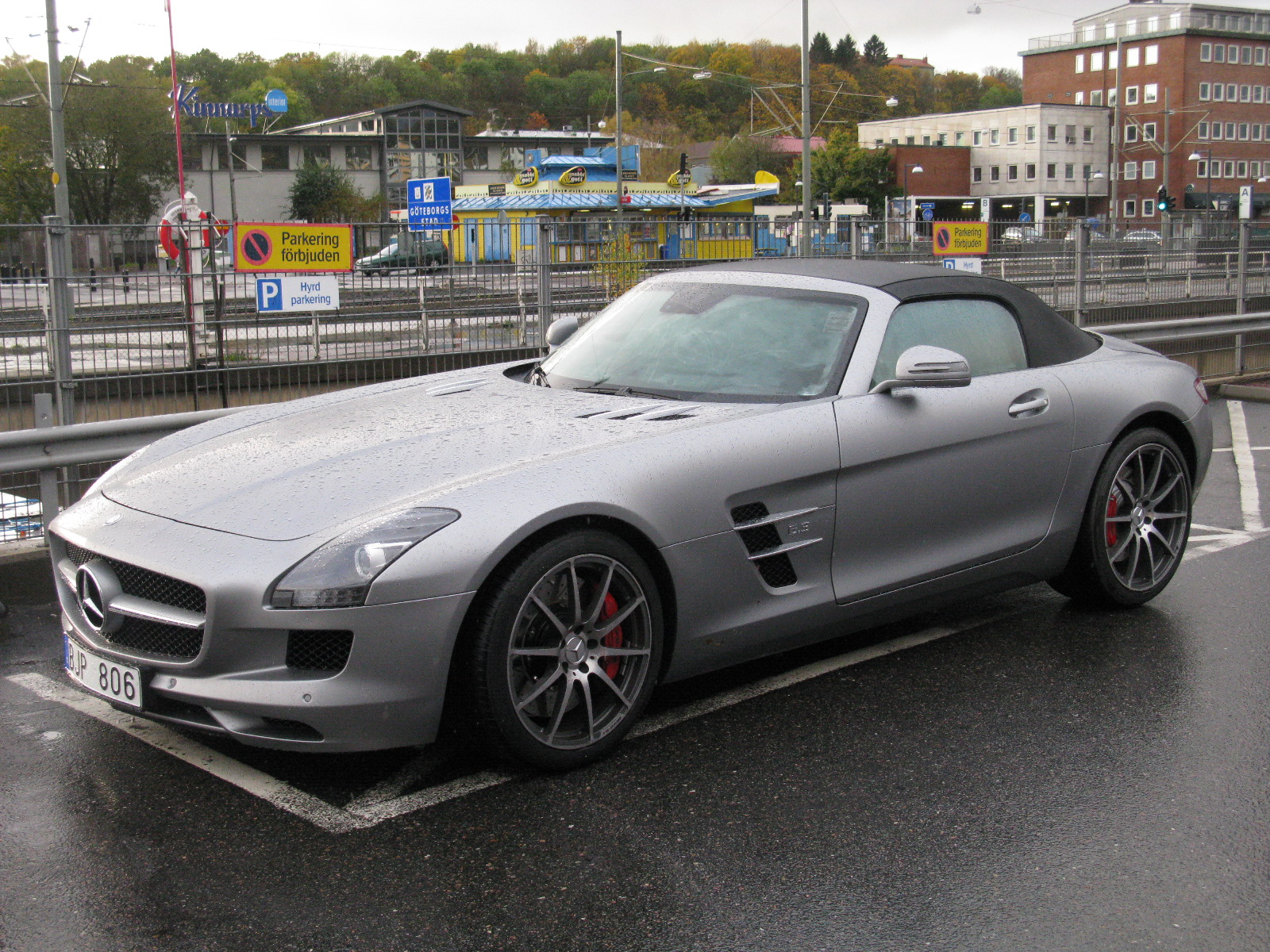
Родстер SLS AMG (R197)

В октябре 2010 года появились первые шпионские фотографии открытой версии суперкара. А в начале мая 2011 года Mercedes-Benz официально представил фотографии родстера. Премьера состоялась на франкфуртском автосалоне в 2011 году, а до тех пор проходили  испытания родстера. Открытая версия получила мягкую складную крышу, в конструкции которой применены магний, сталь и алюминий. Процедура складывания-натягивания верха длится всего 11 секунд и может проводиться на скорости до 50 км/ч. А от дверей типа крыло чайки по причине отсутствия крыши пришлось отказаться в сторону распашных дверей. Для придания большей жёсткости кузов родстера был усилен, а масса каркаса кузова при этом увеличилась лишь на 2 кг по сравнению с кузовом купе. В техническом плане родстер полностью соответствует купе.

### SLSNight Black

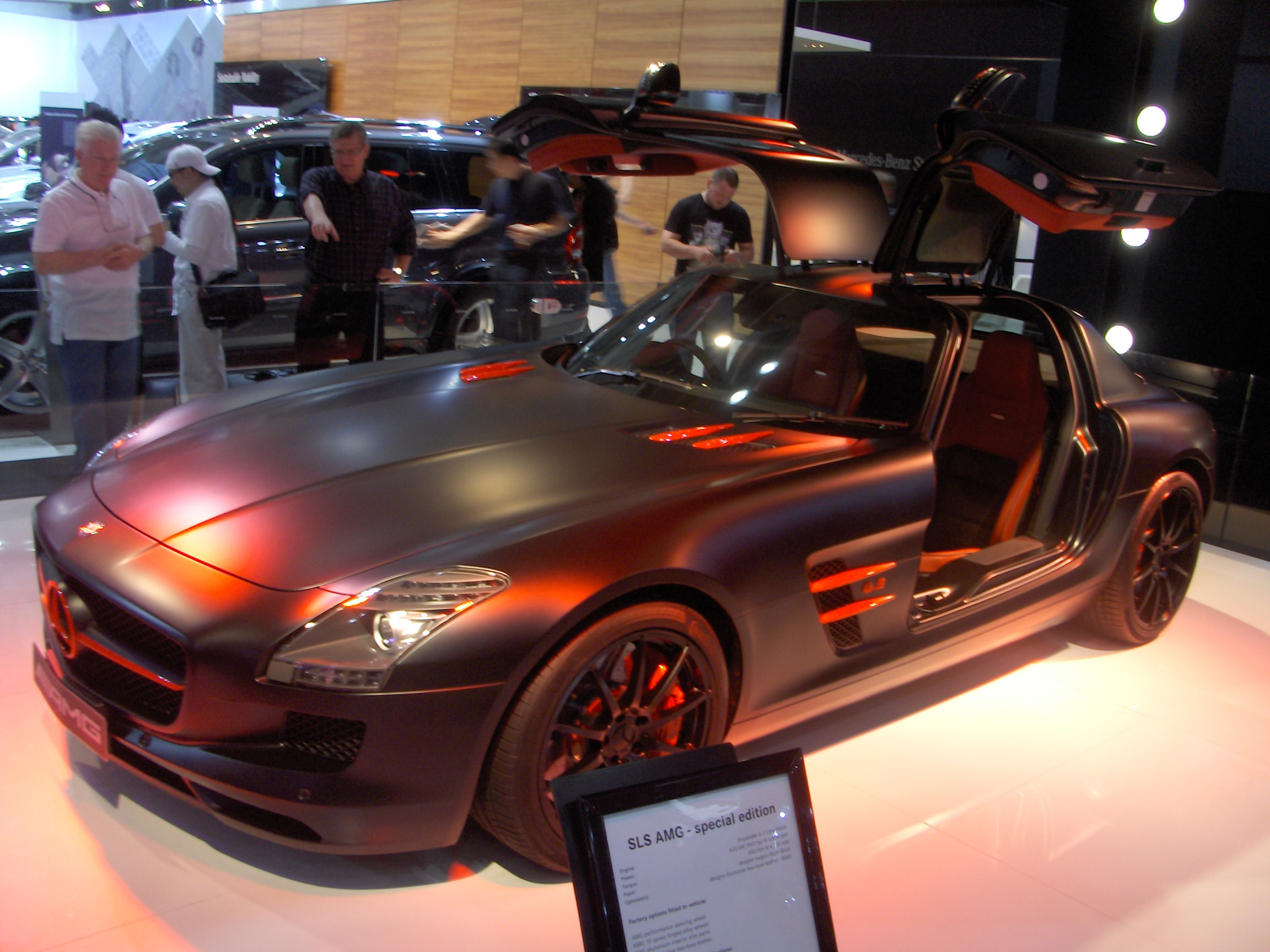
Mercedes-Benz SLS AMG Night Black на австралийском автосалоне 2010

На Австралийском автосалоне в 2010 году был представлен SLS в чёрном матовом окрасе с красными декоративными элементами, включая эмблему на решётке радиатора и тормозные суппорты. Автомобиль существует в единственном экземпляре.

### SLS AMGE-Cell
Mercedes-Benz SLS AMG E-Cell — разрабатываемая версия суперкара с четырьмя электродвигателями (по двигателю на колесо), размещёнными вместе с редукторами на кузове, крутящий момент передаётся через приводные валы, что позволяет не утяжелять неподресоренные массы по сравнению с вариантом с мотор-колёсами. А литий-ионные аккумуляторы установлены в центральном тоннеле, за задними сиденьями и в моторном отсеке, из-за чего пришлось переделывать переднюю подвеску, получившую горизонтальные амортизаторы. Суммарная мощность и крутящий момент электроустановки 533 л. с. и 880 Н·м соответственно, что близко к бензиновой версии, позволяют разгонять до сотни «электросуперкар» за 4 с. При помощи джойстика возможен выбор настройки силового агрегата из четырёх возможных: Comfort, Sport, Sport+, Manual. В режиме Comfort на двигатели приходит до 40 % максимальной мощности, в режиме Sport+ — максимальную мощность. Подрулевыми «лепестками» выбирается режим рекуперации энергии — от торможения только тормозами до активного применения двигателей в качестве генераторов. Запас хода по европейскому циклу NEDC составляет 150 км, а время зарядки от бытовой электросети 220В — 8 часов.

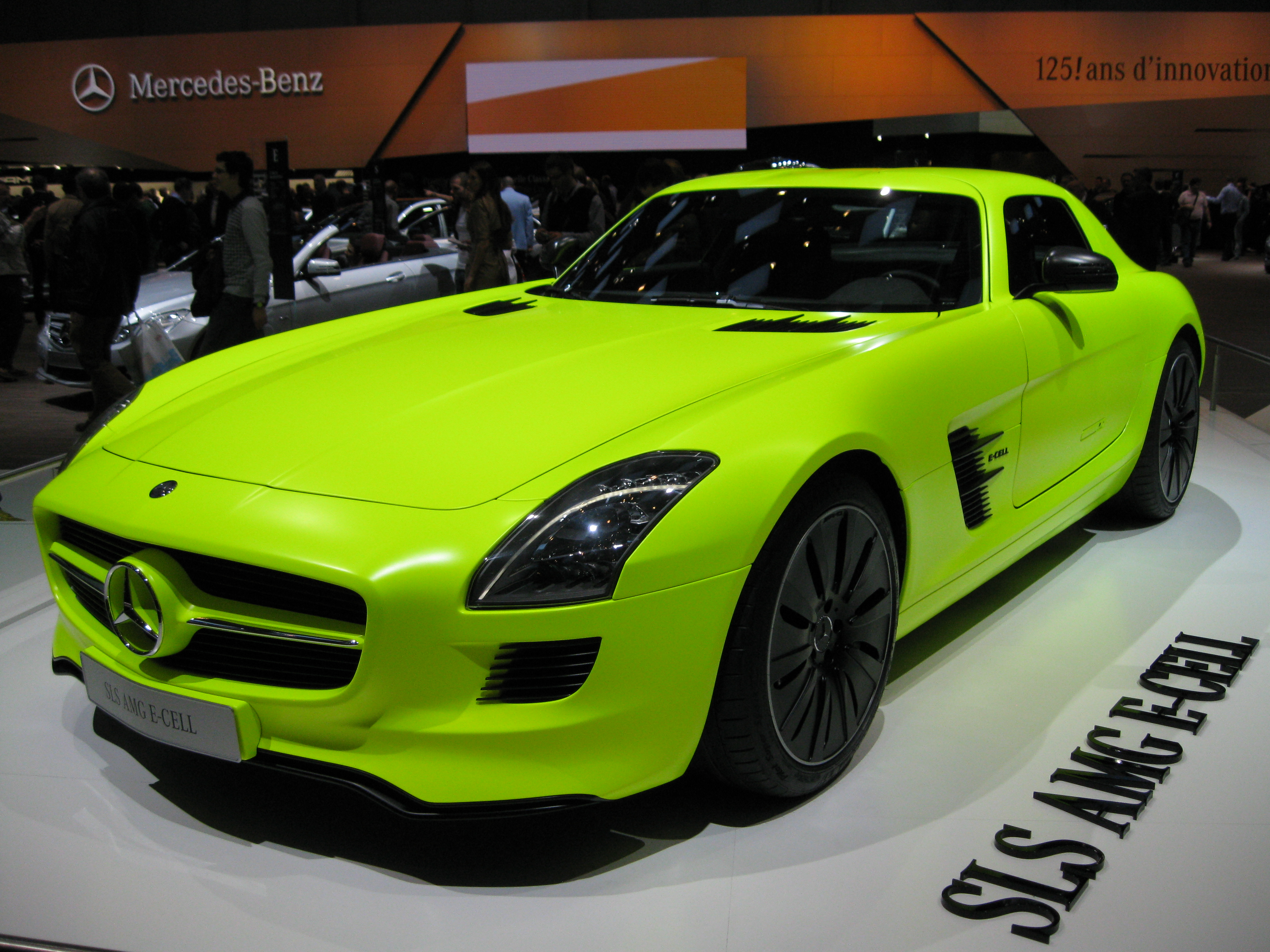
Mercedes-Benz SLS AMG E-Cell на женевском автосалоне 2011

Внешне электрический суперкар отличается от бензиновой версии оригинальным жёлтым цветом AMG Lumilectric Mango, иным бампером, окрашенной в цвет кузова решёткой радиатора, чёрными зеркалами и колёсными дисками. Аэродинамические элементы, включая регулируемый передний сплиттер, были переработаны, благодаря чему прижимная сила была увеличена. В серийное производство электрический SLS AMG планировали запустить не раньше 2013 года. Пока же построен всего один ходовой прототип, который будет использоваться для доводочных испытаний и выставляться на различных показах. По заявлению Дитера Цетше, в салонах автомобиль появится в 2013 году.

### SLS AMG GT3

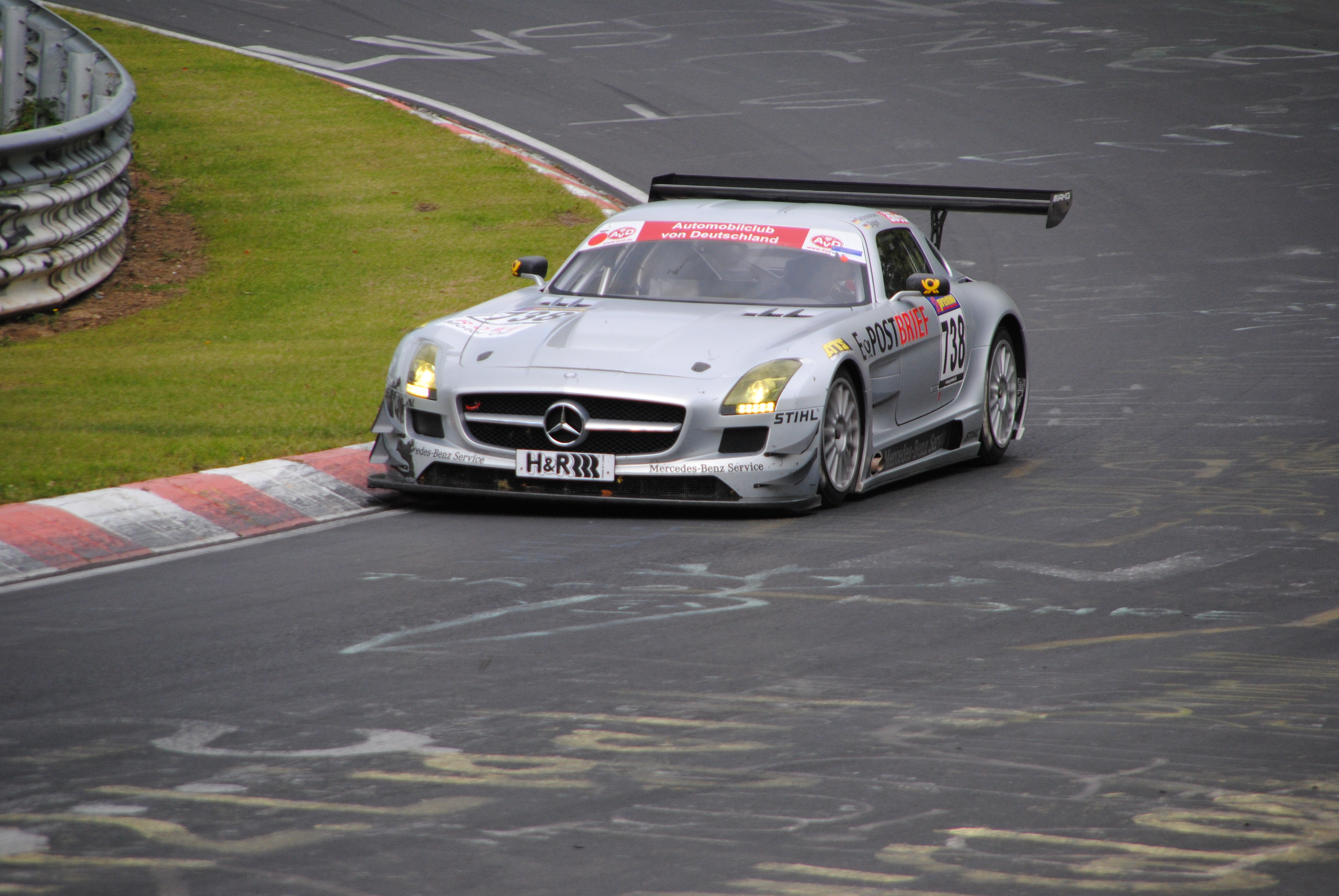
Mercedes-Benz SLS AMG GT3

Mercedes-Benz готовит гоночную версию Mercedes-Benz SLS AMG для участия в соревнованиях категории GT3. Премьера состоится в апреле текущего года на моторшоу в Нью-Йорке. Первые машины могут появиться на треках в сезоне 2011 года.
Компания Mercedes-Benz начала приём заказов на гоночную модификацию суперкара, подготовленную для участия в соревнованиях категории GT3. Поставки машины клиентам начнутся в феврале 2011 года после омологации Международной автомобильной федерацией. Стоимость новинки с учётом налогов составит 397 460 евро, также будет предлагаться программа по обучению вождению гоночного автомобиля.
Испытания SLS AMG GT3 были начаты в июне 2010 года. В них принимает участие тест-пилот Mercedes-Benz и гонщик Бернд Шнайдер, а также заводской пилот Mercedes-Benz Томас Йегер. Программа тестов включает в себя и первое для автомобиля соревнование — этап чемпионата VLN, который в конце сентября пройдет на «Северной петле» Нюрбургринга. Суперкар подготовлен для участия во всех гонках категории GT3, в частности, для европейского чемпионата FIA GT3, ADAC GT-Masters и 24-часовых гонок на Нюрбургринге и в Спа. В 2011 году в чемпионате ADAC GT Masters на Mercedes-Benz SLS AMG GT3 выступает российский пилот Давид Сигачёв, а в чемпионате FIA GT3 за рулём одного из SLS сидит россиянин Леонид Мащицкий.
Для команд, купивших автомобиль, сервис и поставку запчастей Mercedes-Benz будет осуществлять совместно с фирмой HWA. В соответствии с требованиями FIA автомобиль категории GT3 должен оснащаться двигателем с минимальным набором доработок (по сравнению с серийной версией), максимальная мощность которого (также как и допустимая масса машины) будет определена в ходе омологации.
Гоночный SLS AMG оснащается 6,2-литровым двигателем V8 и шестиступенчатой секвентальной коробкой передач. Разгон «до сотни» занимает 3,7 с, а максимальная скорость, в зависимости от выбранных передаточных чисел, может достигать 297 км/ч.

### SLS AMG GT3 «45th Anniversary»
8 октября 2012 года Mercedes-Benz представляет юбилейную версию SLS AMG GT3 в честь 45-летнего юбилея Mercedes-AMG. Автомобиль окрашен в особый тёмно-серый матовый цвет. Двери, капот, крышка багажника, антикрыло и крылья выполнены из углепластика. Элементы из углепластика появились и в интерьере. Под капотом всё тот же двигатель V8 объёмом 6,2 литра. Всего построено 5 экземпляров. Покупатели SLS AMG GT3 «45th Anniversary» получат уникальную возможность побывать в Аффальтербахе и понаблюдать за процессом сборки уникального автомобиля. В Германии цены на особую серию гоночного SLS AMG стартуют с отметки в 446 250 евро.

## Тюнинг

### Hamann
Mercedes-Benz SLS AMG — второй автомобиль Mercedes-Benz, доработанный специалистами тюнинг-ателье Hamann (первым был Mercedes-Benz SLR McLaren). SLS от Hamann может похвастаться новыми дисками, созданными специально для этого проекта, Design Edition Race Anodized, спереди 9х21, а сзади 11х21. Кроме того автомобиль занизили на 30 мм и установили выхлопные трубы диаметром 90 мм.

### Kicherer
SLS от немецкого тюнера Kicherer имеет чёрный матовый цвет, другие передний и задний диффузоры, новые 21-дюймовые колёсные диски Kicherer RS-1. Кроме того специалисты Kicherer подняли мощность мотора с 563 до 620 л. с. за счёт новой программы для электронного блока управления двигателем и новой выпускной системы.

### FAB Design

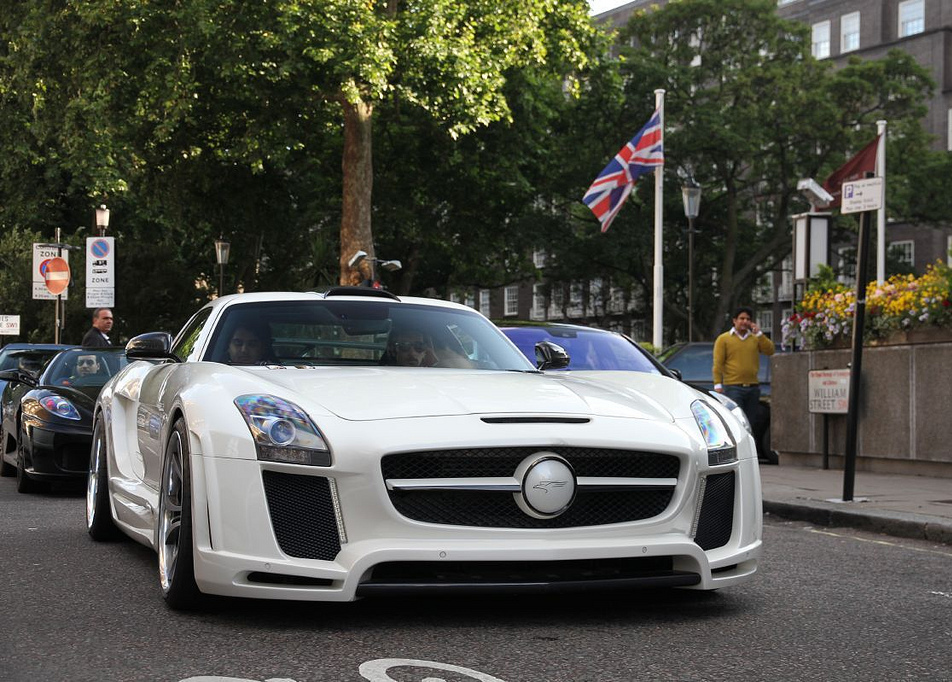
Mercedes-Benz SLS AMG FAB Design

Швейцарское тюнинг-ателье FAB Design подготовило свой пакет доработок для Mercedes-Benz SLS AMG. Двигатель был форсирован и выдаёт теперь 611 л. с., в результате автомобиль разгоняется до сотни на 0,1 с быстрее оригинала. Кроме того автомобиль получил агрессивный обвес: передок с тянущимися почти до земли вентиляционными отверстиями под фарами, аэродинамическая «юбка» и воздухозаборник на крыше. Машину также оснастили внушительным спойлером и полностью переделали ей задний бампер — из него выглядывают четыре хромированных патрубка выпускной системы и 20-дюймовыми колёсными дисками Evoline.
В 2011 году тюнинг-ателье FAB Design подготовило вторую версию доработок для SLS. Автомобиль получит отличный от первого стайлинг-пакет с новым бампером и расширителями арок, благодаря чем автомобиль смотрится ниже и шире. Автомобиль окрашен в белый цвет, за исключением воздухозаборника на крыше — он покрашен в чёрный. В Интерьере применена такая же комбинации цветов — белого с чёрным. Двигатель стал несколько мощнее, теперь он выдаёт мощность 615 л. с. и 690 Н·м крутящего момента. В итоге разгон «до сотни» занимает 3,6 с, а «максималка» составляет 325 км/ч.

### Brabus
По мнению авторов автомобильного ресурса Drive.ru, такая поздняя демонстрация пакета улучшений, сделанного мастерами Brabus «на скорую руку», связано с доработкой атмосферной восьмёрки. На данный же момент Brabus предлагает автомобилю: углепластиковый боди-кит, кованые диски Brabus Monoblock F Platinum Edition диаметром 20 дюймов спереди и 21 сзади (на 12 % легче штатных), регулируемой подвеска с возможностью не только выбрать режим, комфортный или же спортивный, с уменьшенным на 40 мм клиренсом, но приподнять передок машины на 50 мм для преодоления неровности или выполнения манёвра у бордюра и спортивный титановый выпуск, который весит 26 кг (на 40 % легче штатного). Его перепускной клапан, который активируется из салона, делает звучание машины тише, чем со штатным выпуском.
Компоненты обвеса, испытанные в аэродинамической трубе, повышают обтекаемость кузова, а новый спойлер с элеронами снижает подъёмную силу на передней оси при разгоне, отсюда и лучшая курсовая устойчивость.
Интерьер обтянут кожей и алькантарой с контрастной прострочкой. Спидометр размечен до 400 км/ч, который намекает на недюжинную мощь автомобиля после доводки мотора. Кроме того, установлены новые накладки на дверных порогах с подсвеченным логотипом Brabus.

#### Brabus 700 Biturbo
Позднее, в 2011 году на автосалоне в Швейцарии, был представлен Brabus 700 Biturbo — так был назван доработанный SLS от немецкого ателье Brabus, который обладал не только обвесом, но и доработанным двигателем. Весь обвес остался таким же, отличия — лишь в убранных шильдиках мерседеса. Двигатель получил 2 турбины, 2 интеркулера, доработанную систему впуска с новыми воздушными фильтрами, новые кованые поршни, уменьшившие степень сжатия с 11,3:1 до 9,0:1, программу блока управления двигателем и модифицированные выпускные коллекторы с титановым регулируемым выхлопом и спортивными катализаторами. В результате мощность увеличилась до 700 л. с. при 6600 об/мин и крутящий момент до 850 Н·м при 4350 об/мин. Разгон до сотни уменьшился лишь на 0,1 с — до 3,7 секунды, а «максималка» — до 340 км/ч.

### Mansory Cormeum
Версия суперкара SLS от Mansory получила имя Mansory Cormeum, что с латинского «cor meum» переводится на русский язык как «моё сердце». Кузов автомобиля выполнен почти полностью из углепластика, что позволило снизить массу автомобиля с 1620 до 1530 кг. Кованые диски обуты в шины разной размерности: спереди — 265/30 R20, сзади — 295/25 R21. Кроме того, инженерами тюнинг-ателье был доработан и силовой агрегат — за счёт перепрограммирования блока управления двигателем, установки новых впускной и выпускной систем, спортивного фильтра и новых высокопроизводительных компрессоров удалось получить мощность в 660 лошадиных сил. Более обтекаемый и лёгкий кузов в сочетании с более мощным двигателем позволили доработанной модели уменьшить скорость разгона с 0 до 100 км/ч всего до 3,4 секунды (заводской SLS AMG тратит на это 4 секунды, а SLS AMG Black Series — 3,6 секунды).
Новый кузов Cormeum включает множество карбоновых элементов, новый передний спойлер, несколько новых воздухозаборников, специфический задний диффузор, новые фары и большое заднее крыло. В сравнении со стандартной версией SLS AMG автомобиль ниже на 20 мм за счёт новых колёс с фирменными дисками. В интерьер автомобиля также были внесены некоторые модификации.
Всего выпущено 15 автомобилей SLS AMG Cormeum.

## Интересные факты

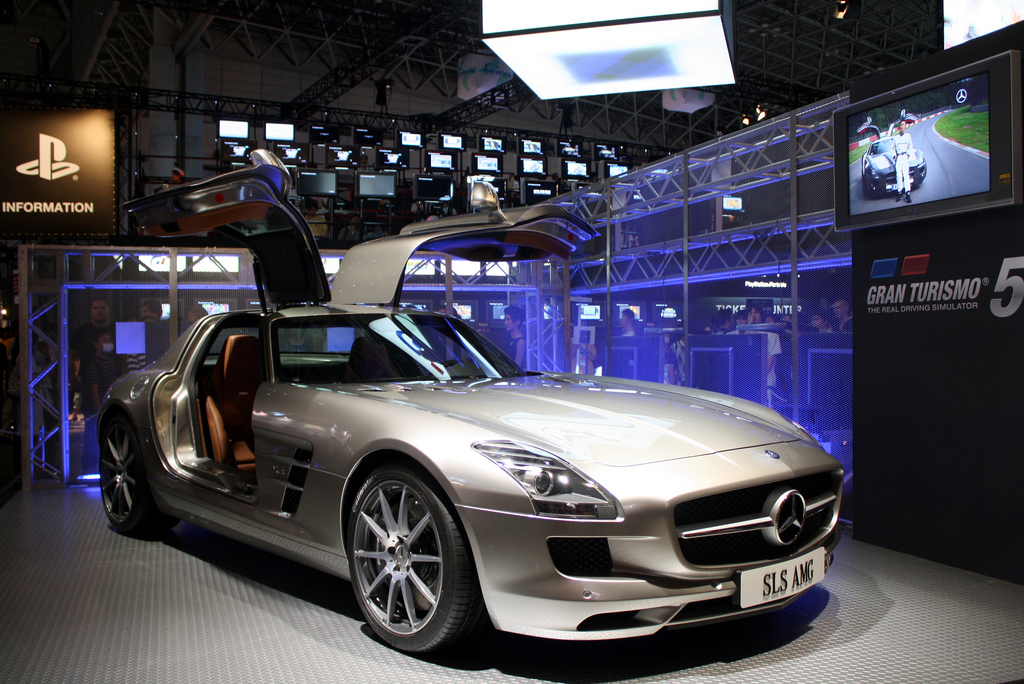
Mercedes-Benz SLS AMG на экспозиции Gran Turismo 5

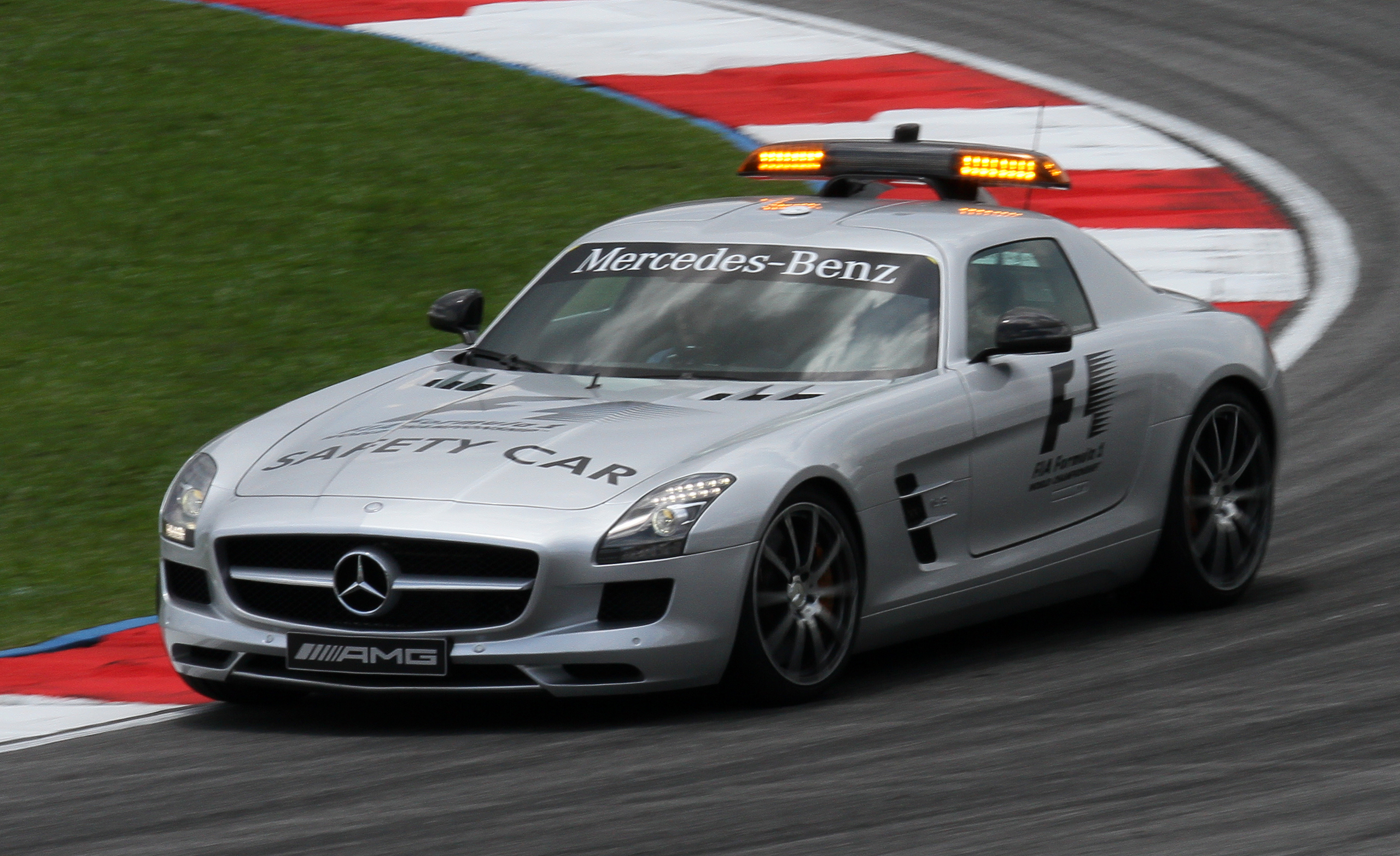
Mercedes-Benz SLS AMG на Гран-при Малайзии

- Первая авария с участием этого суперкара, по мнению зарубежных СМИ, произошла в России[38].
- На SLS был зафиксирован «рекорд скорости» — 298 км/ч. С такой скоростью ехал 37-летний швед по шоссе А12, которое связывает Берн и Лозанну. За такое превышение шведу грозит штраф в 1 000 000 долларов[39].
- Автомобиль был альтформой Саундвейва, десептикона из фильма Трансформеры 3: Тёмная сторона Луны.

## Награды
- Автомобиль получил Гран-При журнала «Автомобили» «Спортивный автомобиль года 2010» 26 августа 2010 года в рамках Московского Международного Автомобильного Салона 2010[40].
- По версии журнала Playboy признан автомобилем года 2010. По мнению составителей SLS AMG обладает идеальным сочетанием стиля и технологий[41].